# Герб Балтинского сельсовета
Герб Балтинского сельсовета — основной опознавательно-правовой знак муниципального образования (сельского поселения) Балтинский сельсовет Мошковского района Новосибирской области России, служащий официальным символом муниципального образования.
Герб утверждён решением местного Совета депутатов (11-я сессия, 2-й созыв) от 31 июля 2003 года.
Герб внесён в Государственный геральдический регистр Российской Федерации с присвоением регистрационного номера № 1695.

## Описание
Геральдическое описание герба (блазон) гласит:

 «В зеленом поле серебряное узкое стропило, сопровождаемое вверху тремя золотыми колосьями и веточкой льна, внизу - серебряным топором с золотым топорищем».

## Обоснование символики
Главной геральдической фигурой герба является топор, отражающий наименование сельского поселения. Название «Балта» переводится с тюркского языка как «топор». Данный инструмент является символом твёрдости, стойкости, преодолевания преград, желания обустроить и наладить жизнь. Предки жителей муниципального образования в тяжёлых природных условиях осваивали новые места, при помощи топора создавали пахотные земли.
Пшеничные колосья и лён — основные культурные растения, которые возделываются в Балтинском сельсовете, приносящие славу и доход населению сельского поселения, что показывает их золотой цвет.
Серебряное стропило символизирует расположение Балтинского сельсовета, который находится между реками Ояш и её притоком Балтой.
Цветовая гамма отражает природное и экономическое состояние сельского поселения. Зелёный символизирует надежду, изобилие, возрождение жизненных сил. Серебряный — чистоту помыслов населения, преданность, веру. Золотой отражает радушие, гостеприимство, а также развитость сельскохозяйственной деятельности, приносящей основной доход жителям сельского поселения, «золотые» поля.
Современный административный центр поселения был известен за выращивания там льна и ржи.
Авторами герба являются Кошелев А. В. и Пронин А. О., последний также изобразил герб.